# HD12573
HD12573 — хімічно пекулярна зоря спектрального класу A3, що має видиму зоряну величину в смузі V приблизно 5,4.
Вона  розташована на відстані близько 288,4 світлових років від Сонця.

## Фізичні характеристики
Зоря HD12573 обертається 
досить швидко 
навколо своєї осі. Проєкція її екваторіальної швидкості на промінь зору становить Vsin(i)=107км/сек.